# Zbigniew Bednarski
Zbigniew Bednarski (ur. 4 czerwca 1960) – polski lekkoatleta, specjalizujący się w rzucie oszczepem.
Dwukrotny wicemistrz Polski, czołowy polski oszczepnik połowy lat 80. XX wieku. Reprezentował barwy AZS-u AWF-u Gorzów Wielkopolski (1976–1978) i Olimpii Poznań (od 1979). Rekord życiowy: 86,70 (stary model oszczepu, 9 czerwca 1985, Poznań), 80,82 (nowy model oszczepu, 18 maja 1988, Słupsk). Drugi rezultat był w latach 1988–1996 rekordem Polski.